# Большая Сосновка (Татарстан)
 Большая Сосновка  — деревня в Нижнекамском районе Татарстана. Входит в состав Сосновского сельского поселения.

## География
Находится в центральной части Татарстана на расстоянии приблизительно 46 км по прямой на юго-запад от районного центра города Нижнекамск на речке Кичуй.

## История
Основана в XVIII веке. Упоминалась также как Сосновка.

## Население
Постоянных жителей было: в 1859 году — 341, в 1897 году — 418, в 1908 году — 439, в 1920 году — 415, в 1926 году — 496, в 1938—420, в 1949 году — 311, в 1958 году — 209, в 1970—113, в 1979 — 51, в 1989 — 22, в 2002 году — 16 (русские 94 %), 6 в 2010.